# Фалькенборх, Лукас ван
Лукас ван Фалькенборх (нидерл. Lucas van Valckenborch; 1535, Лёвен — 2 февраля 1597, Франкфурт-на-Майне}}) — фламандский живописец, пейзажист эпохи Северного Возрождения. Ранний представитель большой художественной семьи.

## Семья художников Фалькенборх
Семья художников Фалькенборх происходила из фламандского Брабанта (ныне центральная часть Бельгии). В семейной истории, охватывающей три поколения, записаны имена четырнадцати известных художников. Лукас ван Фалькенборх (1535—1597), кальвинист по религиозным причинам эмигрировал из Южных Нидерландов, странствовал по многим городам Германии. Сын Лукаса ван Фалькенборха получил имя Мартена Второго (? — 1597). Лукас ван Фалькенборх месте с братом Мартеном Первым (1535—1612) писал пейзажи непосредственно с натуры, что было необычно и ново для того времени. У Мартена Первого было три сына-художника: Гиллис ван Фалькенборх (1570—1622), Мартен ван Фалькенборх Третий (1583—1635) и Фредерик (ок. 1570—1623), они также стали живописцами-пейзажистами, а его внук — Гиллис, или Эгидий Второй, — художник-ювелир.
Прозвание «Фалькенборх» носил также живописец Лодевик Янс Босх.

## Биография Лукаса ван Фалькенборха
Лукас ван Фалькенборх родился в Лёвене, провинция Фламандский Брабант. Французское название города: Луве́н (фр. Louvain), он расположен к востоку от Брюсселя. 26 августа 1560 года Лукас стал членом Гильдии Святого Луки в Мехелене. В то время Мехелен, расположенный между Брюсселем и Антверпеном, был одним из центров пейзажной живописи. Художественная среда Мехелена оказала влияние на развитие художника, поскольку Лукас ван Валькенборх изучал искусство акварельной живописи. Здесь он также познакомился с выдающимися художниками: Питером Брейгелем Старшим (1528—1569) и Хансом Болом (1534—1593), которые сыграли важную роль в развитии пейзажной живописи в Нидерландах. Историограф XVII века Карел ван Мандер сообщал, что Лукас ван Фалькенборх учился пейзажной живописи именно в Мехелене.
В 1566 году братья Лукас и Мартен ван Фалькенборх, художники Ганс Вредеман де Врис и Хендрик ван Стенвейк, протестанты по вероисповеданию, вследствие религиозных притеснений покинули католический Лёвен и уехали сначала в Ахен, а затем в Льеж. В Антверпене Лукас знакомится с эрцгерцогом Маттиасом, штатгальтером Испанских Нидерландов (впоследствии императором Священной Римской империи), и в 1579 году поступил к нему на службу. После того, как Матиас оставил в 1581 году место штатгальтера и возвратился в Линц, Лукас последовал за ним в качестве придворного художника, по сведениям ван Мандера вместе с ним путешествовал по Дунаю.
В 1592—1593 годах Лукас ван Фалькенборх перевёл свою мастерскую из Линца во Франкфурт-на-Майне, где с 1586 года уже проживал его брат Мартен. В 1594 году он получил франкфуртское гражданство. В художественной мастерской ван Фалькенборха обучалось много учеников — среди них Георг Флегель и Яспер ван дер Линден. Лукас ван Фалькенборх оставался активным во Франкфурте до своей смерти в 1597 году.

## Творчество
Лукас ван Фалькенборх писал преимущественно пейзажи в стиле произведений Питера Брейгеля Старшего, а также картины на тему «Времена года» с изображением сельскохозяйственных работ и городского быта. Он также создавал картины в жанре бытовых сценок, занимался портретной живописью.
Самые ранние работы Валькенборха датируются 1567 годом. Его монограмма была «L / VV» или «LVV». В начале своей карьеры он поставил литеру «L» ниже двух «V»; а после 1570 года он подписывался перевернутыми буквами.
Его индивидуальный стиль был близок стилю Питера Брейгеля Старшего, но он интерпретировал это влияние. Его работа была основана на фламандской традиции, и не следовала движению интернационального маньеризма. Лукас также увлекался «панорамным стилем» пейзажей, написанных как бы «с высоты птичьего полёта». При этом выдерживал традиционную для нидерландской пейзажной живописи колористическую схему: тёмный, коричневатый передний план, зеленоватый средний и самый лёгкий, голубой дальний, что создаёт эффект глубины изобразительного пространства. Этот стиль пейзажной живописи был разработан в Антверпене в первой половине XVI века такими художниками, как Иоахим Патинир, Херри мет де Блес и Питер Брейгель Старший. Это также практиковали современники Лукаса ван Валькенборха, такие как Гиллис Мостарт и Гиллис ван Конинкслоо. Фалькенборх также писал топографически точные пейзажи. Считается, что Йорис Хуфнагель использовал его топографические рисунки с натуры, например, рисунок «Вид Линца», для создания шеститомного атласа «Civitates orbis terrarum», опубликованного Георгом Брауном и Франсом Хогенбергом между 1572 и 1617 годами.
Лукас ван Валькенборх основывал многие из своих живописных пейзажей на рисунках, которые он делал непосредственно с натуры во время путешествий, используя их неоднократно. Таким образом, его пейзажные композиции сочетают реальные места с воображаемыми деталями. Поэтому невозможно найти многие из изображённых им объектов. Большая часть его пейзажных работ посвящена изображению скалистых пейзажей, на которых он располагал шахты, металлургические печи и многое другое. Иной повторяющейся темой были сельские развлечения, такие как «Пейзаж с сельским праздником» (1577; Эрмитаж) или две версии «Пейзаж с крестьянской свадьбой и танцем» (обе 1574, Национальная галерея Дании). Он также создал несколько изображений лесных ландшафтов крупным планом.
Между 1584 и 1587 годами он также написал серию больших картин, изображающих ежемесячные труды, вероятно, по заказу эрцгерцога Матиаса и, возможно, под влиянием Питера Брейгеля Старшего, создавшего аналогичную серию. Эти композиции, из которых сохранились семь (пять из них находятся в Музее истории искусств в Вене), представляют различные месяцы года, показывая меняющийся ландшафт и традиционную деятельность людей в течение каждого месяца.
Лукас ван Валькенборх также писал миниатюрные портреты. Он включал такие портреты себя и своих друзей в ряд своих пейзажей. Так обстоит дело, например, в «Прогулке императора по лесу», где он изобразил себя в левой части композиции со своими инструментами для рисования. В «Пейзаж с сельским праздником» (1577; Эрмитаж) он включил портреты своих друзей Авраама Ортелиуса, Йориса Хуфнагеля и себя среди толпы гуляк, а в картину «Рыбак у лесного озера» включил свой миниатюрный автопортрет.
Ещё одна традиционно фламандская тема — рыночные сцены, ярмарки, народные празднества и застолья —восходит к предыдущему поколению художников антверпенской школы. Натюрморты на многих подобных картинах были работой его помощника Георга Флегеля, который, возможно, также у него учился.

## Галерея

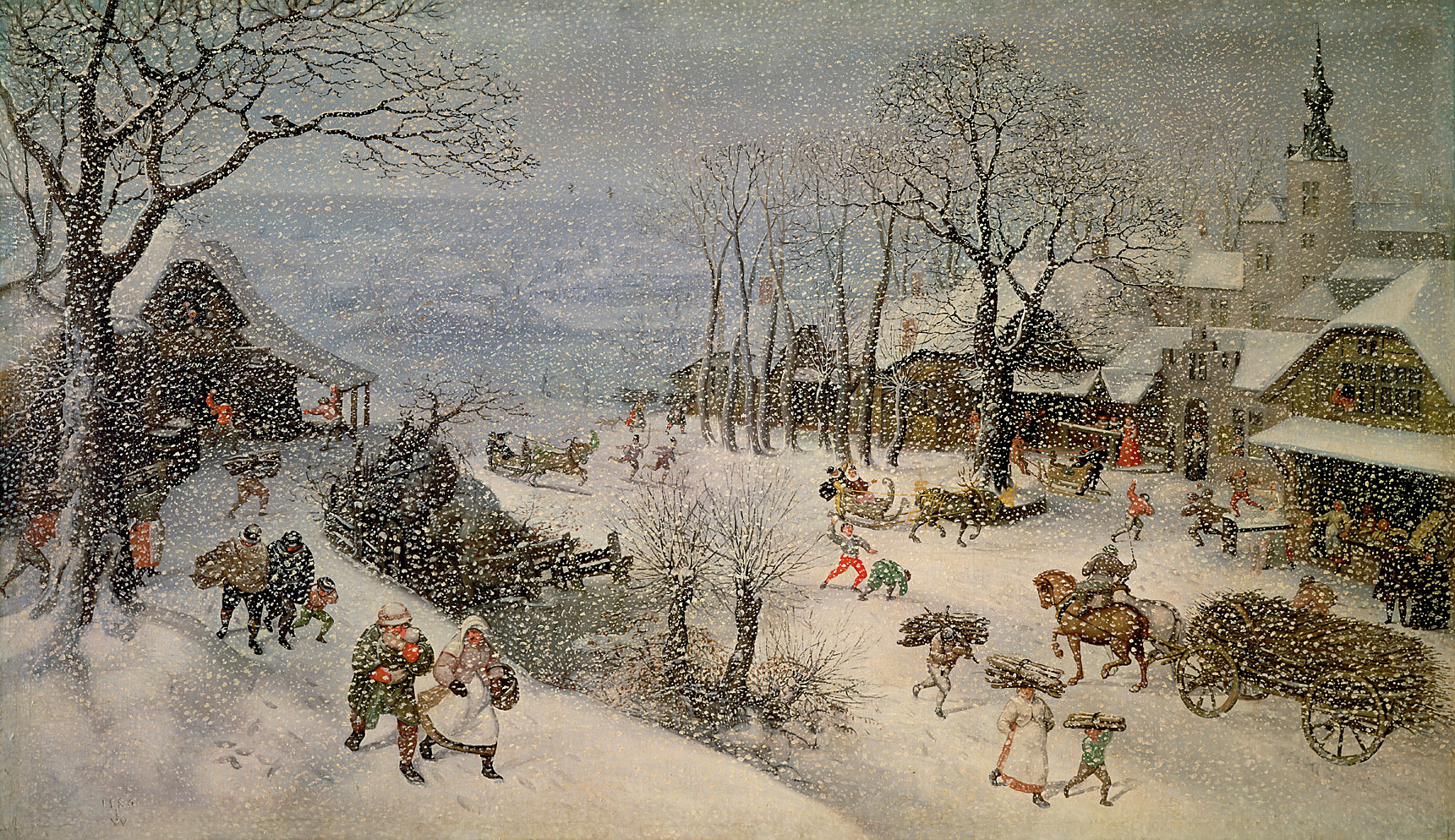
Зимний пейзаж. 1586. Холст, масло. Музей истории искусств, Вена
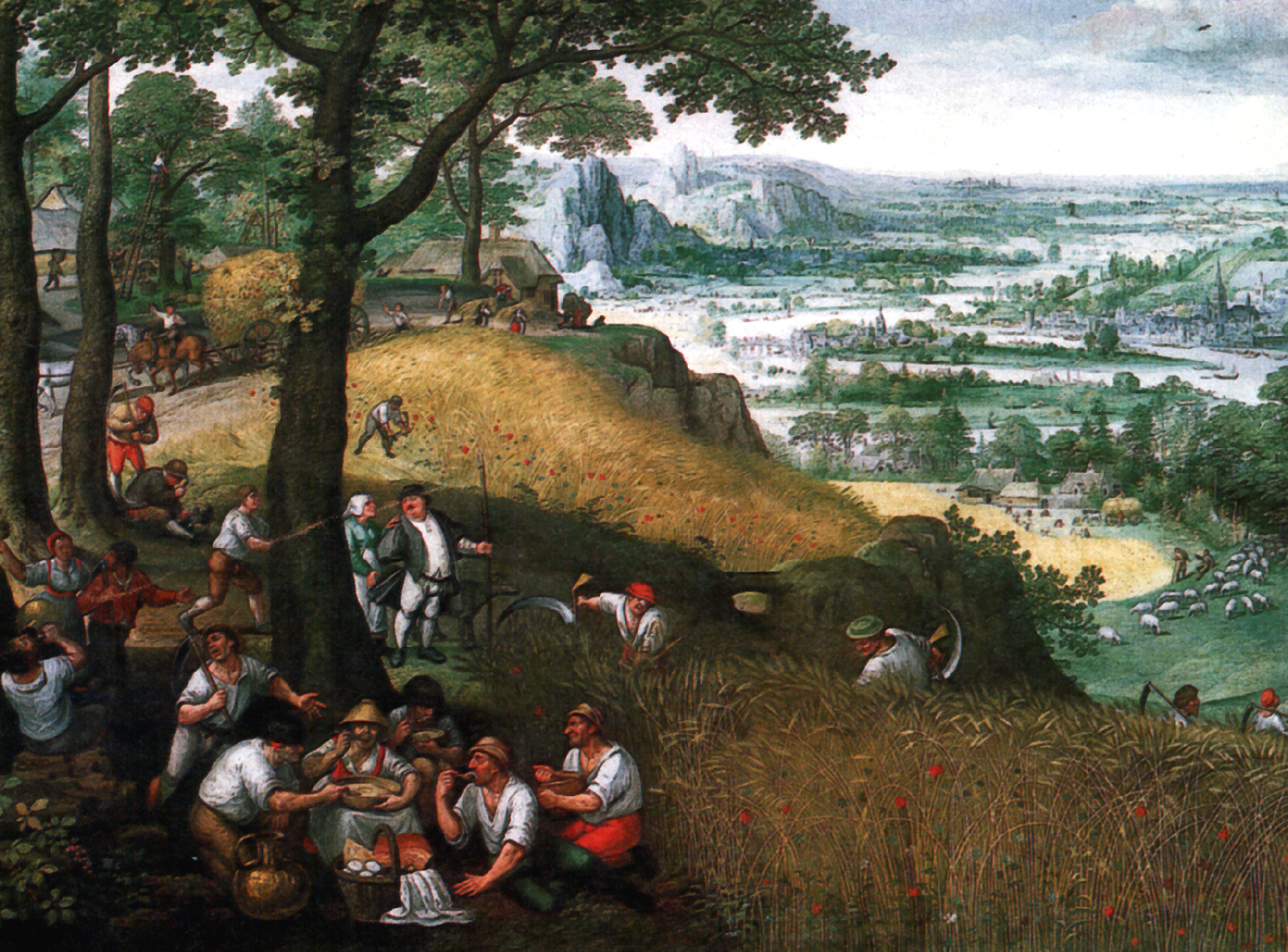
Летний пейзаж. Июль или Август. 1585. Холст, масло. Музей истории искусств, Вена
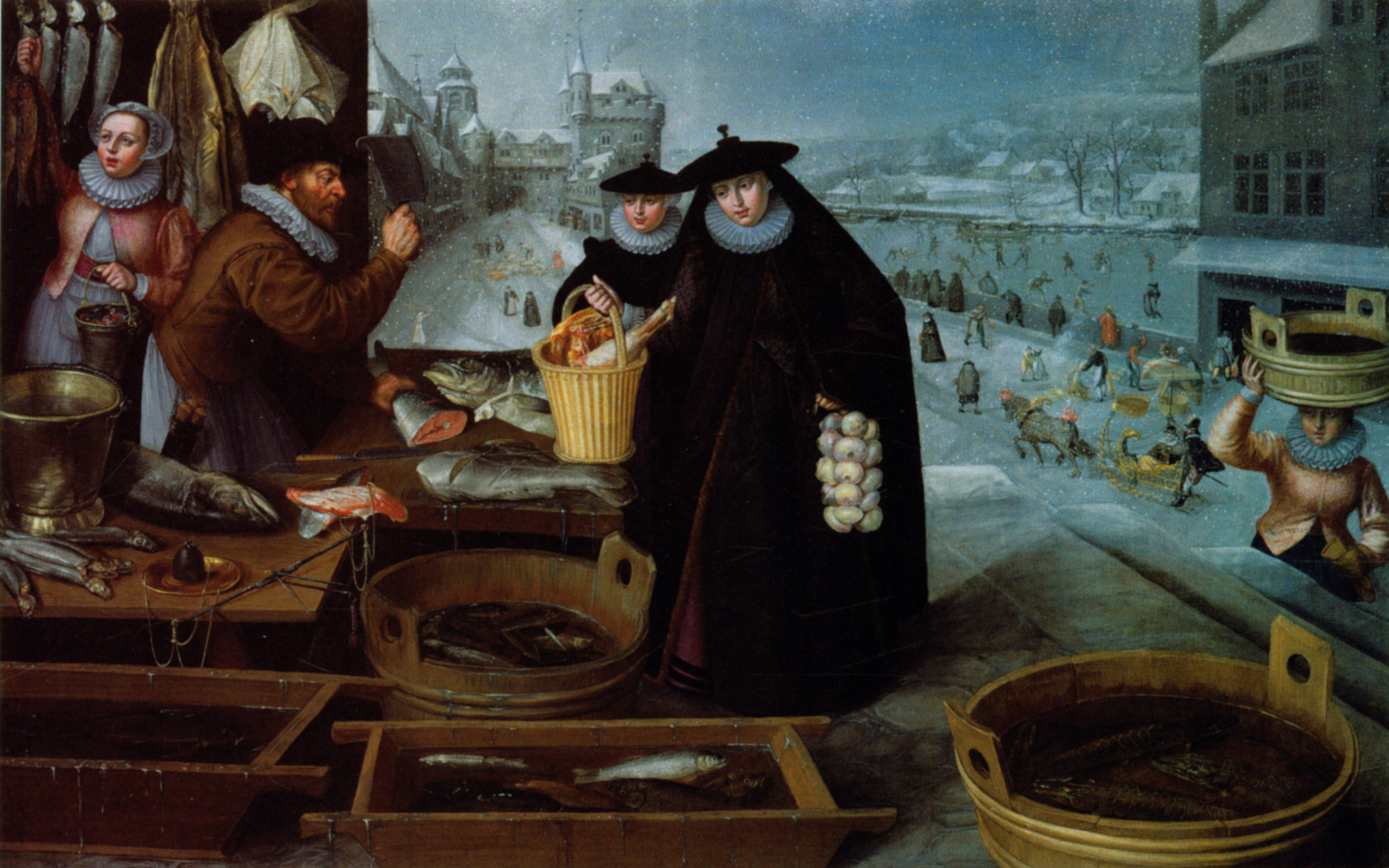
Зима. 1595. Холст, масло
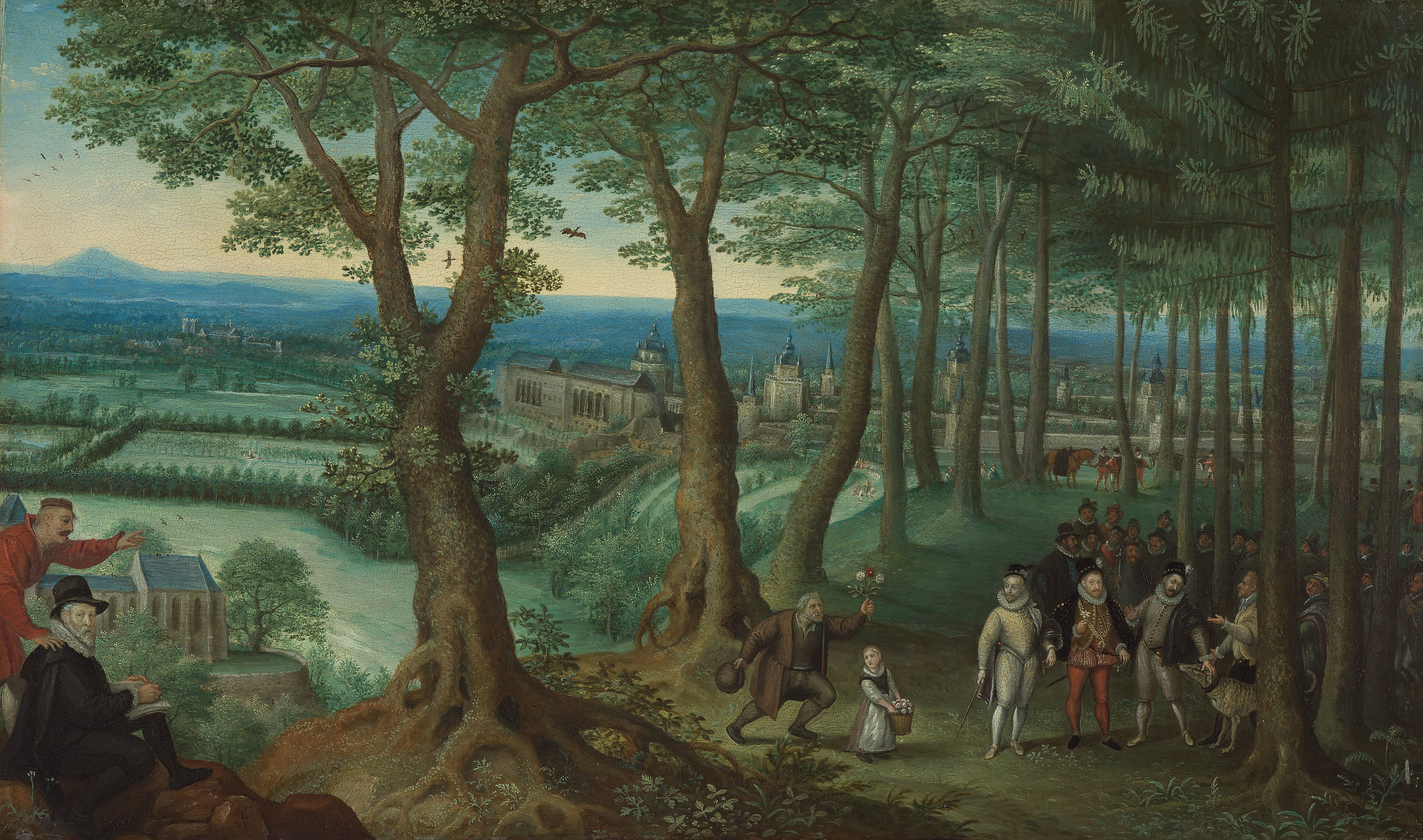
Прогулка императора по лесу в окрестностях Нового дворца. Ок. 1593. Медь масло. Музей истории искусств, Вена (в левом нижнем углу автопортрет художника)
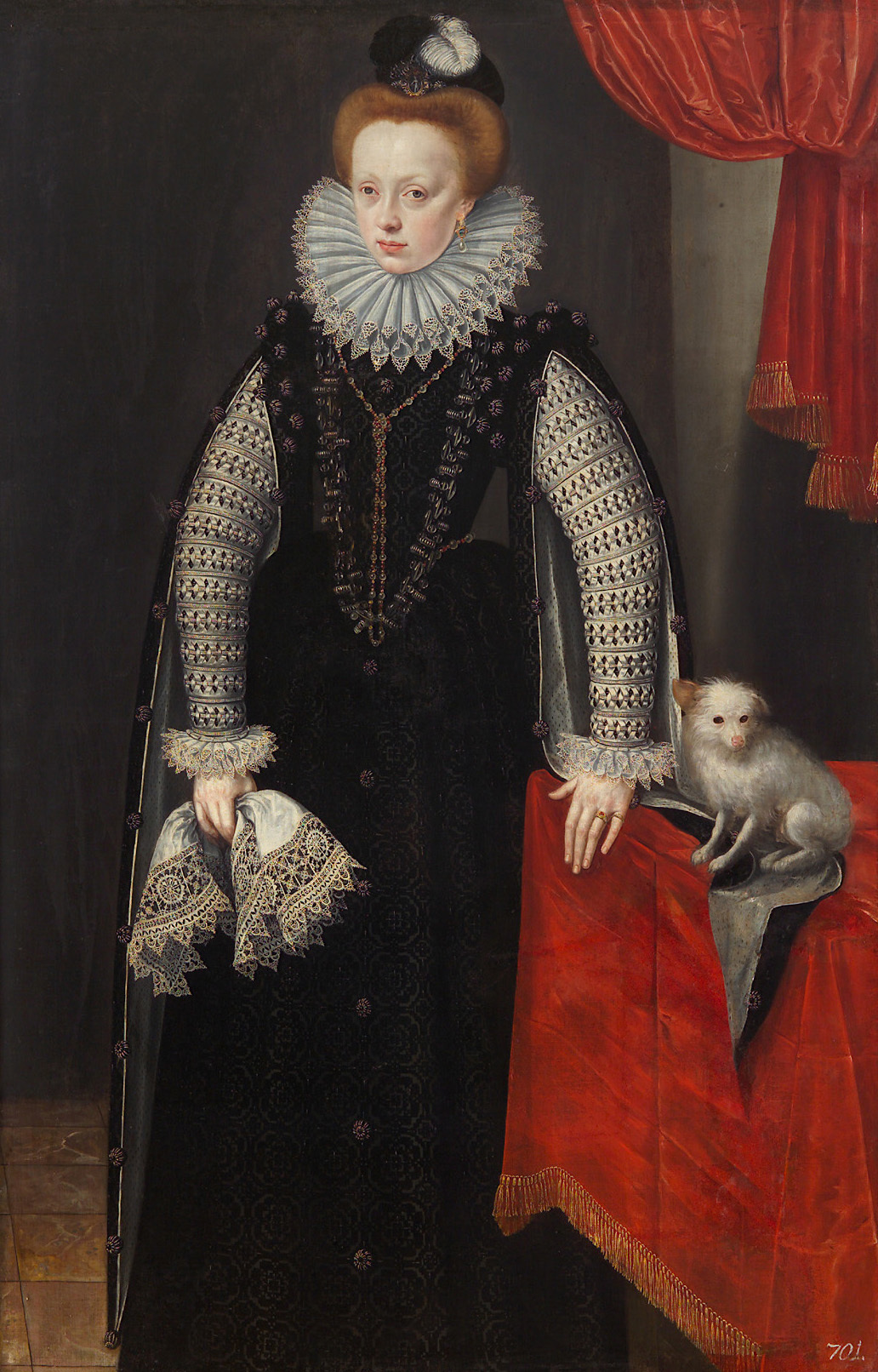
Портрет герцогини Сибиллы Юлих-Клеве-Бергской. Между 1579 и 1580. Холст, масло. Музей истории искусств, Вена
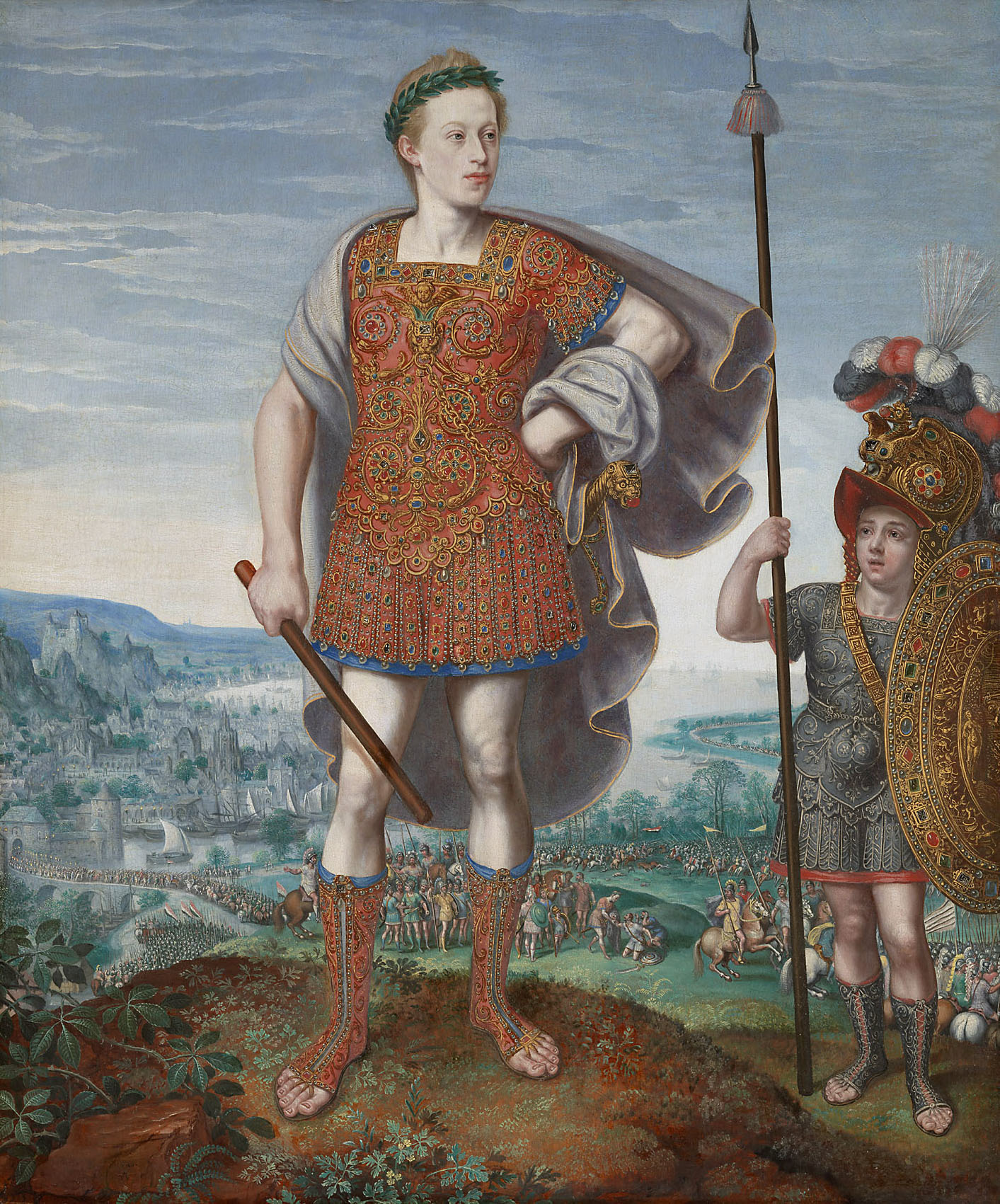
Император Матиас как эрцгерцог в полный рост в роли Корнелиуса Сципиона Африканского. 1580. Дерево, масло. Музей истории искусств, Вена
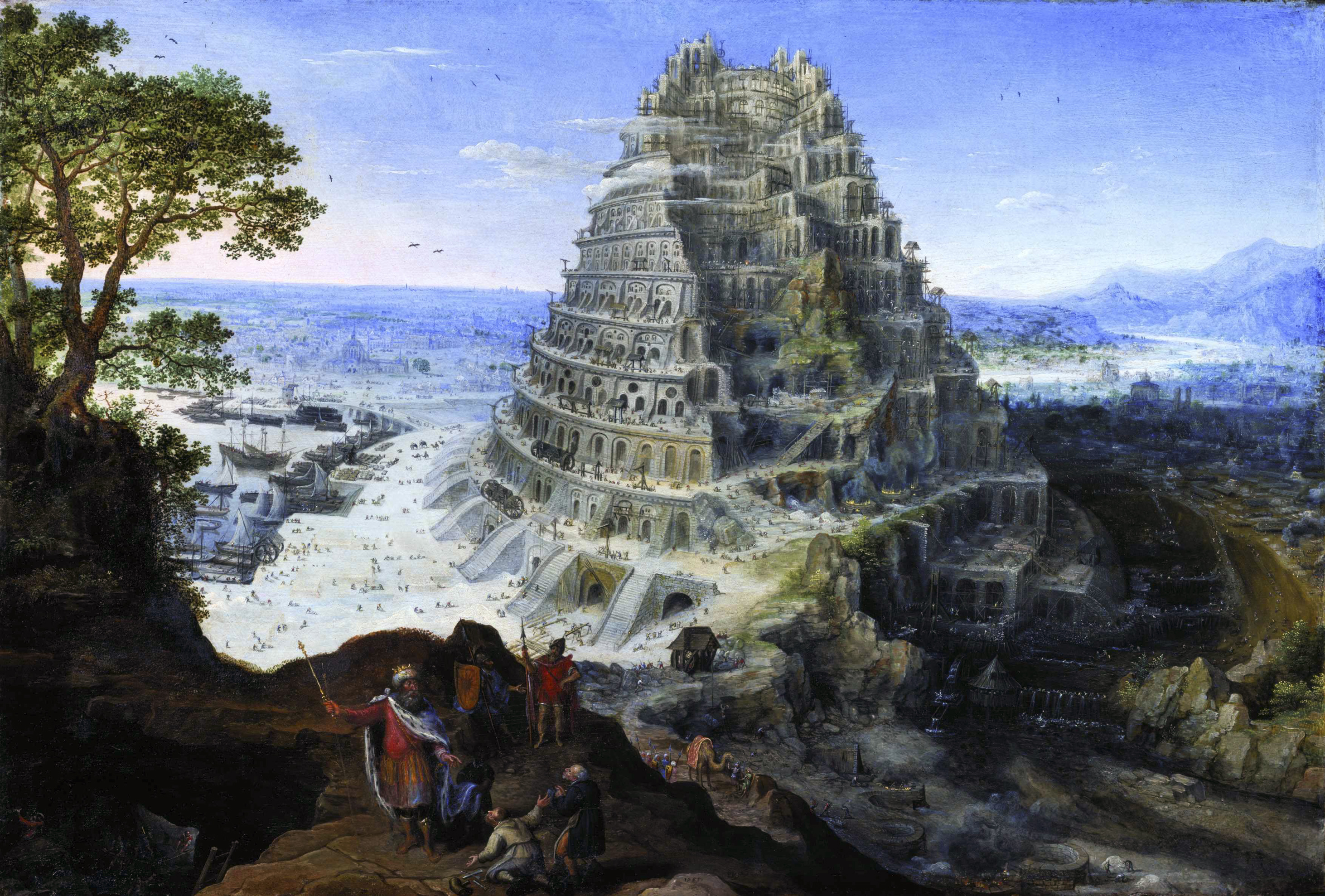
Строительство Вавилонской башни. 1595. Дерево, масло. Музей Среднего Рейна, Кобленц
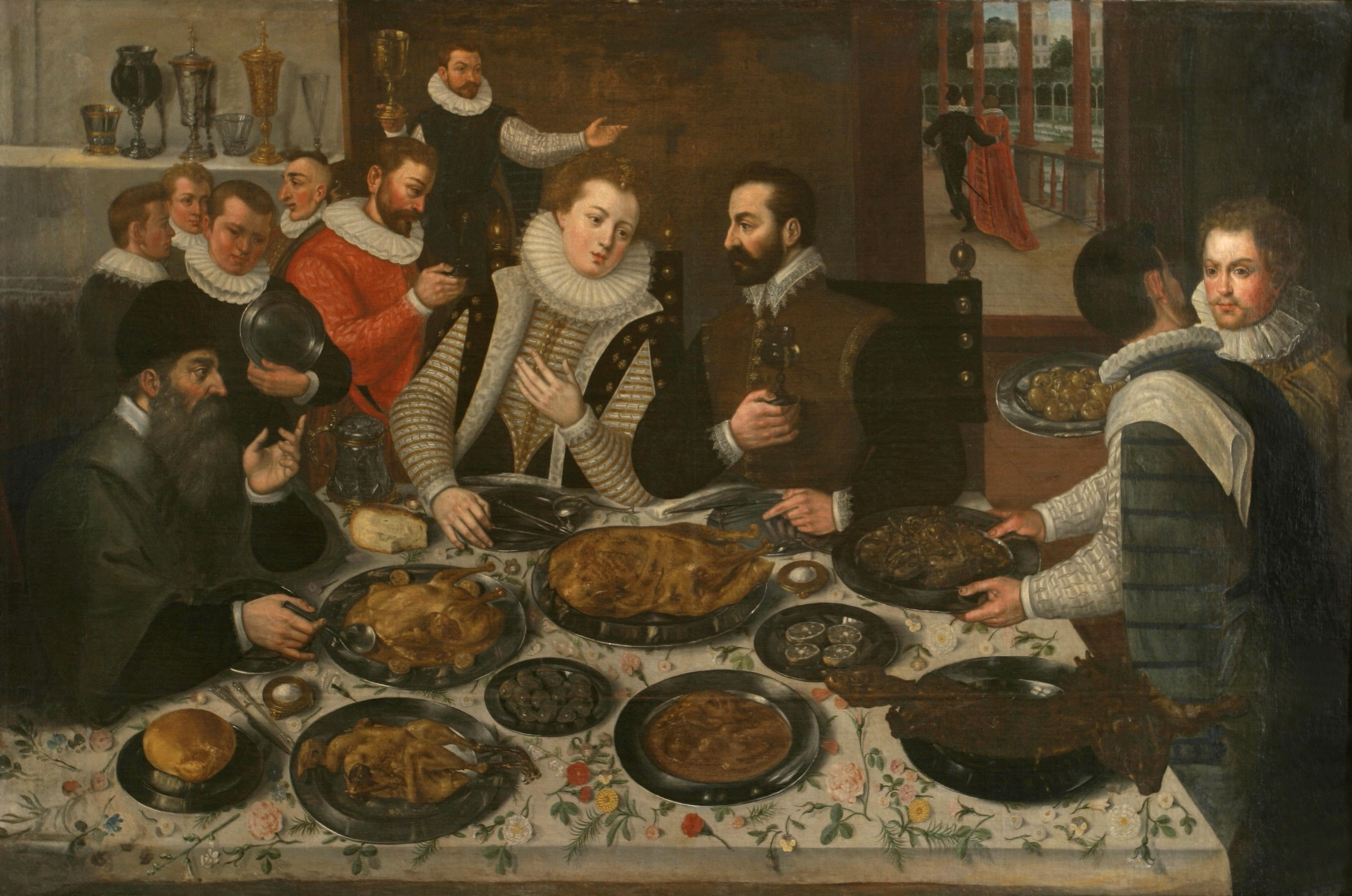
Праздник. Холст, масло. Силезский краеведческий музей, Опава
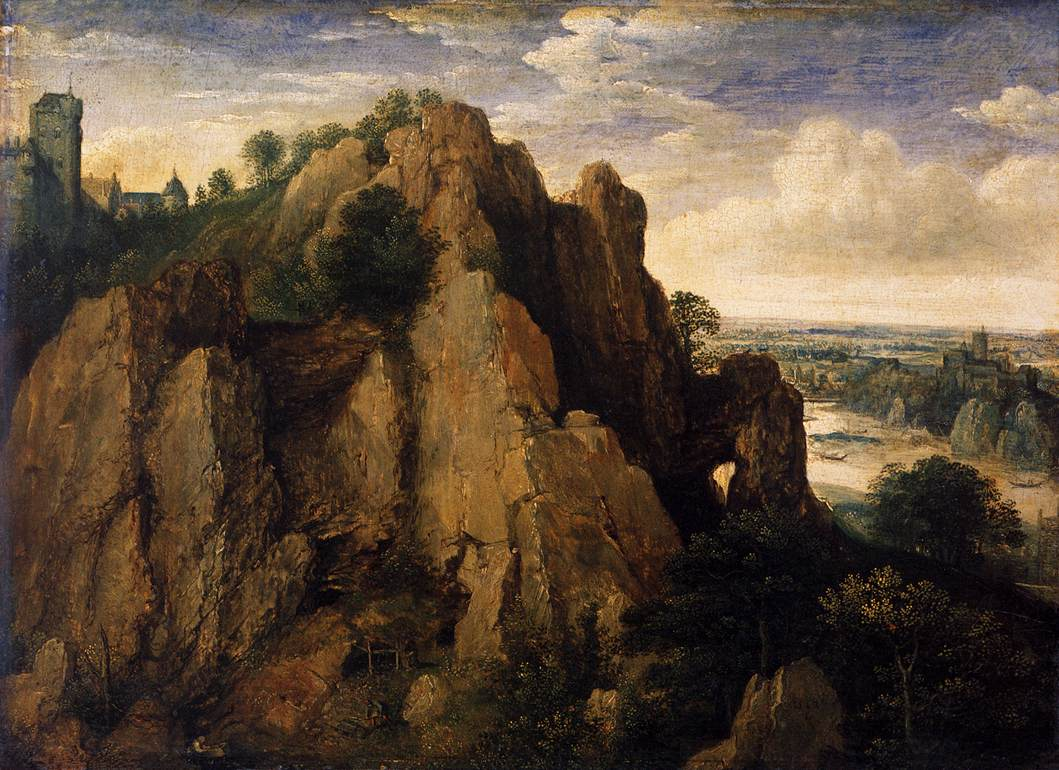
Горный пейзаж. 1582. Дерево, масло. Рейксмюсеум, Амстердам
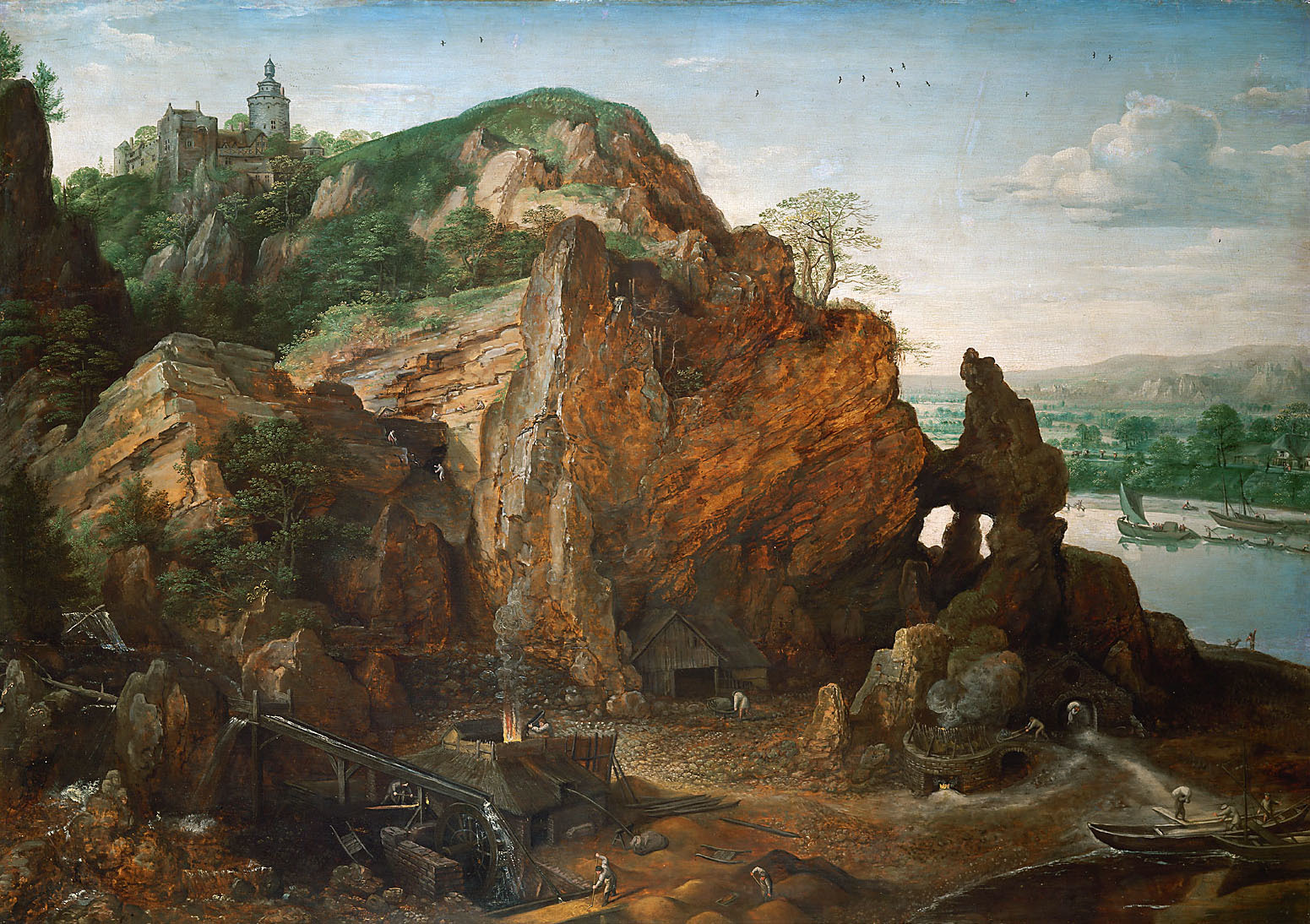
Пейзаж Мааса с шахтами и плавильными печами. 1580. Холст, масло. Музей истории искусств, Вена
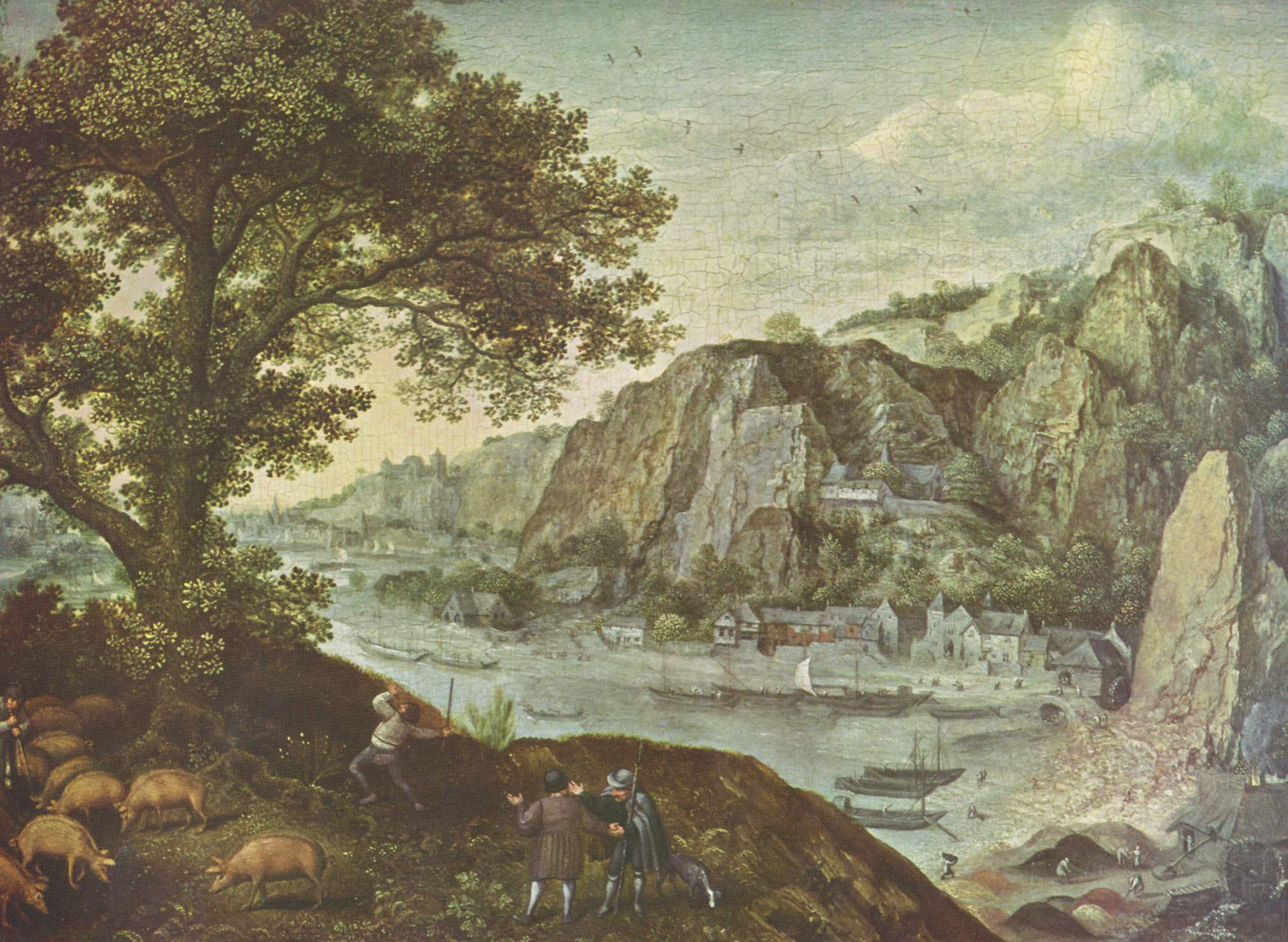
Хай (Хай), вид со стороны Ахина. Между 1565 и 1595. Дерево, масло. Королевский музей изящных искусств, Антверпен
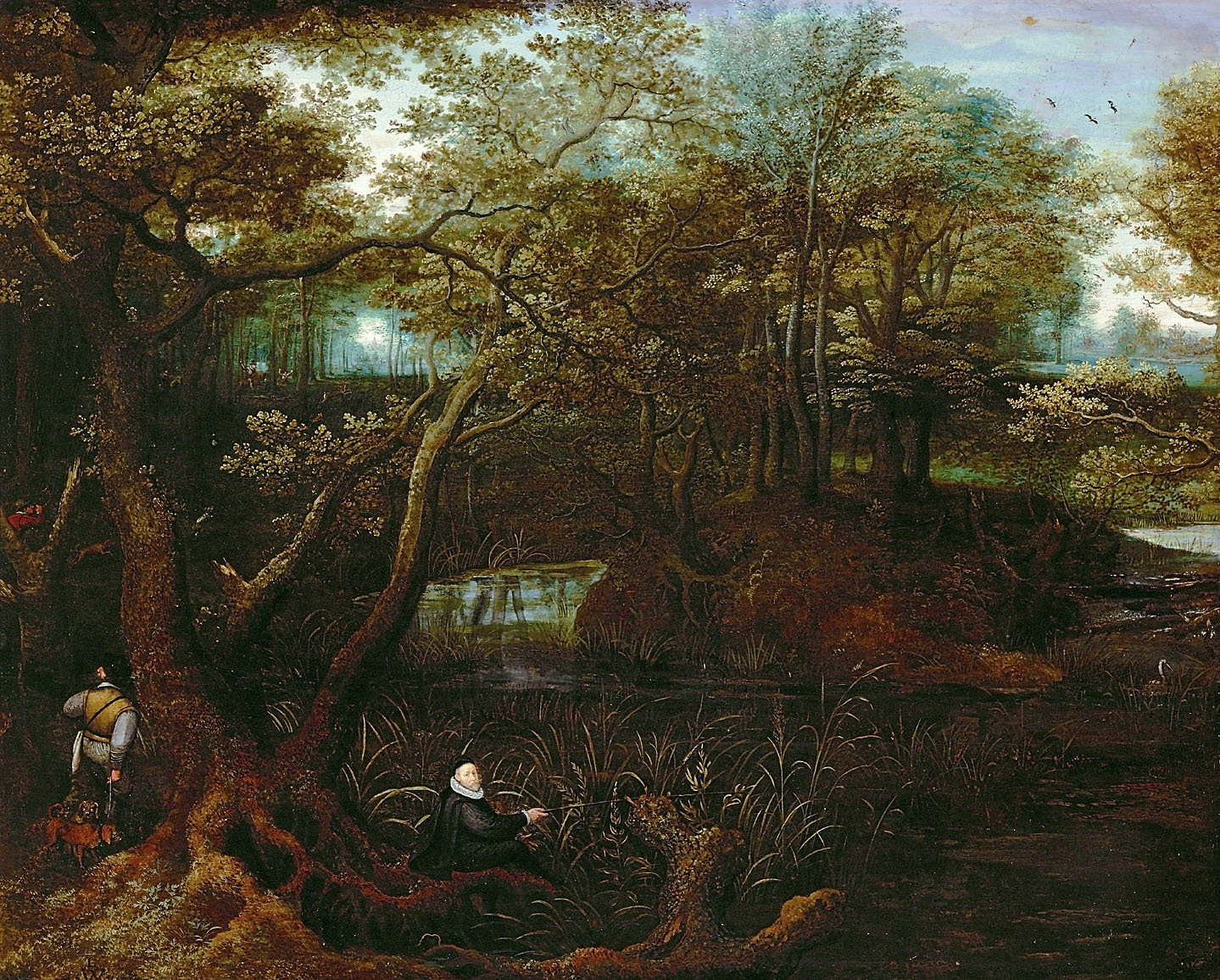
Рыбак у лесного озера (Автопортрет художника). 1590. Холст, масло. Музей истории искусств, Вена